# Contra viento y marea
Contra viento y marea é uma telenovela mexicana produzida pela Televisa e exibida entre 25 de abril e 4 de novembro de 2005, sucedendo Apuesta por un amor e antecedendo Barrera de amor.
Original de Manuel Muñoz e José Simón Escalona, adaptada por Kary Fajer, é um remake da telenovela La loba herida, produzida pela RCTV em 1992.
A trama foi protagonizada por Marlene Favela e Sebastián Rulli e antagonizada por Azela Robinson, Alberto Estrella, Alexis Ayala, Ernesto D'Alessio e pela primeira atriz Beatriz Sheridan.

## Sinopse
Natalia Ríos é uma bela jovem que vive com sua tia Inés em Comala, um charmoso povoado do estado de Colima. Arcadio, o esposo de sua tia, é um homem sem princípios que tenta abusar de Natalia e a vende a uns estranhos que a levam a um bordel. Valente, um deles, se compadece de da jovem e foge com ela para salvá-la. Em pouco tempo são localizados. Valente enfrenta os meliantes para dar a Natalia a oportunidade de se salvar e termina ferido. Natalia consegue escapar e regressa ao seu povoado só para encontrar a sua querida tia Inés em seu leito de morte.
Inés lhe pede que se vá para viver com Dona Carlota na mansão dos Serrano e Natalia cumpre sua última vontade. Ao chegar, é recebida com carinho por Don Teodoro Serrano e sua filha Sandra, mas sua esposa Apolonia, a filha de Dona Carlota, a trata com desprezo. No povoado de Santa Rosa del Mar vive Sebastián com sua família adotiva: Amparo, quem sempre o recusa, seu filho Eduardo, com quem leva uma fraterna relação de lealdade e carinho, e a avó Dona Cruz. Um dia Sebastián defende Eduardo de ataque de um assaltante a quem deixa inconsciente na rua. Um vagabundo que presenciou a briga aproveita a situação para se apossar do que o assaltante tem e o mata. Infelizmente Sebastián é considerado o único culpado e é preso.
Anos depois, Natalia conhece Eduardo na universidade. Ela o quer só como um bom amigo mas ele se apaixona perdidamente por ela. Sebastián sai da prisão por boa conduta e vai festejar com um grupo de amigos, o destino o coloca no caminho de Natalia em um incidente penoso no qual ele a defende de seus companheiros de jogos. Passa o tempo e, mesmo não voltando a se encontrarem, Sebastián e Natalia não podem deixar de pensar um no outro. Sebastián e Eduardo ignoram que são apaixonados pela mesma mulher.
Desesperado por não encontrar trabalho, Sebastián decide tentar a  sorte na Cidade do México, onde o destino volta a reuni-lo com Natalia e o amor que os une começa a florescer. Natalia lhe promete conseguir emprego na empresa dos Serrano, onde ela trabalha, e ambos regressam a Colima. No entanto, Apolonia busca o filho ilegítimo que teve na sua juventude e que entregou ao esposo de Amparo, esta tratando de beneficiar ao seu próprio filho, lhe dice que se trata de Eduardo. Para ganhar seu amor, Apolonia o leva para trabalhar com ela e decide cumprir todos seus desejos.
Ao descobrir que Eduardo ama  Natalia, Apolonia tenta obrigá-la a casar com ele por todos os meios, apesar de que a jovem se nega porque seu coração pertence a Sebastián. Com tudo, Eduardo fica gravemente doente e os médicos informam que lhe resta pouco tempo de vida. Natalia terá que decidir entre aceitar se casar com ele por compaixão ou defender seu amor por Sebastián…”Contra vento e maré”.

## Elenco
- Marlene Favela.... Natalia Ríos
- Sebastián Rulli.... Sebastián Cárdenas Contreras
- Azela Robinson.... Apolonia Rudell de Serrano
- Alberto Estrella.... Valente Ortigosa
- Adriana Fonseca.... Sandra Serrano Rudell
- Ernesto D'Alessio.... Eduardo Cárdenas Contreras
- Beatriz Sheridan.... Carlota de Rudell
- Alexis Ayala.... Ricardo Sandoval
- Julio Camejo.... Saúl Trejo
- Kika Edgar.... Regina Campos
- Armando Araiza.... Imanol Balmaceda Sandoval
- Alejandro Camacho.... Franco Gallardo
- Miguel Galván.... Adán
- Evita Muñoz.... Cruz Cárdenas
- Aleida Nuñez.... Perla
- Maribel Palmer.... Erika Rudell
- Federico Pizarro.... Álvaro Campos
- Elizabeth Aguilar.... La Coyota
- Silvia Manríquez.... Amparo Cárdenas
- Nicky Mondellini.... Constanza Balmaceda Sandoval
- Mariana Ávila.... Zarela Balmaceda Sandoval
- Alex Sirvent.... Chema
- Luis Couturier.... Teodoro Serrano
- Daniel Habif ....  Frank Balmaceda Sandoval
- Liz Vega.... Juncal
- Óscar Morelli.... General Valdez
- Marco Méndez.... Renato Alday
- Julio Monterde .... Padre Dimas
- Jorge Poza.... Mateo Lizárraga
- Elizabeth Álvarez.... Minerva de Lizárraga
- Miguel Garza .... Fabricio
- Yolanda Ventura .... Isabel
- Ana Luisa Pelufo .... Bibi de la Macorra
- Natasha Dupeyrón .... Leslie
- Roberto Ballesteros .... Arcadio
- Carmen Amezcúa .... Lucía Campos
- Mayrra Saavedra .... Yuraima
- Uberto Bondoni.... Almeja
- Lucero Lander ....  Inés Soler
- Sion Jenne.... Itzel
- Paty Romero.... Odalis
- Yula Pozo.... Tirsa
- Gloria Chavez.... Vilma
- Juan Carlos Serrán ....  Comandante Ruiz
- Marisol González .... Melissa
- Gerardo Quiroz
- Mike Biaggio .... Cuco
- Sylvia Suárez .... Adelina
- Jacqueline Voltaire .... Odette
- Irina Areu .... La Colorada
- Alfonso Munguía .... Domingo Rojas
- Xorge Noble .... ‘El Tuerto’
- Úrsula Monserrat .... Rita
- José Luis Cantú .... Cheleque
- Luis Fernando Madriz .... ‘Chito’
- Charly Alberto .... Beni
- Jorge de Silva.... Rubén
- Danna Paola .... Natalia
- Daniela Aedo .... Sandra
- Nicole Durazo .... Sara
- Valentina Cuenca .... Beatriz
- Valeria López .... Rebeca
- Ángel Mar .... Sebastián
- Christian Stanley .... Ernesto
- Mario Figueroa .... Fabián
- Óscar Alberto .... Rubén
- Raúl Sebastián .... Eduardo
- Fabián Robles .... Jerónimo
- Frances Ondiviela .... Licenciada Mendoza
- Arath de la Torre .... Omar

Participação Especial
- Arturo Peniche ..... Nazario

## Audiência
Obteve média geral de 22 pontos.

## Outras Versões
- Contra Viento y Marea é um "remake" da telenovela venezuelana La loba herida, produzida pela RCTV em colaboração com Marte Televisión dos Estados Unidos em 1992, dirigida por Tito Rojas e protagonizada por Mariela Alcalá e Carlos Montilla.